# MTV Hits (Latinoamérica)
MTV Hits fue un canal de televisión por suscripción latinoamericano de origen estadounidense operado por Paramount Global. Su programación consiste en la emisión de videos musicales. El canal poseía una sola señal para toda Latinoamérica, a diferencia de la mayoría de señales de Paramount Global que están divididas en diferentes regiones.
Desde su lanzamiento en 2008 hasta su desaparición en 2020, transmitía programación propia desde Buenos Aires. Desde el 5 de agosto de 2020, el canal fue reemplazado por la señal europea de MTV Hits.

## Historia
En 2004, MTV Networks Latin America lanzó en la región una suite de señales exclusivas para cableoperadores digitales, todas en su versión original estadounidense. Esta suite estaba compuesta por MTV Hits US , MTV Jams (hoy BET Jams), VH1 Soul (hoy BET Soul), y Nickelodeon GaS (hoy TeenNick).
En marzo de 2008, MTV Hits US fue sustituido por una versión adaptada localmente para Latinoamérica. Con el tiempo, se fueron introduciendo anuncios de programas de MTV y publicidades de productos. En marzo de 2012, se comenzaron a incorporar vídeos de artistas latinoamericanos en su programación. 
El 5 de agosto de 2020, la filial latinoamericana de MTV Hits cesó sus emisiones y comenzó a retransmitir la programación de MTV Hits Europa, con gráficas en inglés similares a las de MTV Live HD. Al mismo tiempo, cambió su relación de aspecto de 4:3 a 16:9. El último video musical transmitido fue The Scotts (Fortnite Astronomical Event) de The Scotts.

## Programación
La programación de MTV Hits, al igual que todos los canales musicales de Viacom, estuvo basada en una rueda de seis horas que se repetía cuatro veces al día. Se ofrecieron Playlistism y Hitlist.

## Bloque en MTV
El 7 de septiembre de 2015, MTV lanzó un bloque musical de 1 hora llamado MTV Hits. En un principio, este era conducido por los VJ's Jimmy Sirvent y Pamela Voguel con 2 listas de posiciones, uno de 5 videos temáticos y otro de 5 éxitos del momento. El 23 de noviembre del mismo año cambia de formato trayendo de regreso Los 10+ Pedidos (1999-2010) emitiendose los 10 éxitos del momento, quedando solamente en la conducción Pamela Voguel. Sin embargo, el 1 de febrero de 2016 en la señal Sur se volvió un bloque temático de videos con tuits en pantalla, debido al éxito del programa, la duración pasó de 1 a 2 horas, mientras que en la señal Norte y Centro adoptaría dicho cambio el 16 de mayo del mismo año. 
Desde el 4 de agosto de 2017, la lista de reproducción fue retirada de la programación en las señales Norte y Centro sin previo aviso, mientras que en la señal Sur se siguió emitiendo de lunes a viernes de 6:00 pm a 8:00 pm (hora Argentina), con repetición de lunes a viernes de 11:30 a.  m. a 1:30 p. m. Los tuits en pantalla eran presentados por la VJ virtual Mabel a través de la cuenta de Twitter @MTVLAargentina. El programa llegó a su fin el 1 de julio de 2022.

## Logos

2010-2011
2011-2017 (durante los bloques de Playlistism, 2017-2020)
2017-2020 (durante los bloques de Hitlist y en eventos especiales)